# مستودع طبيعي

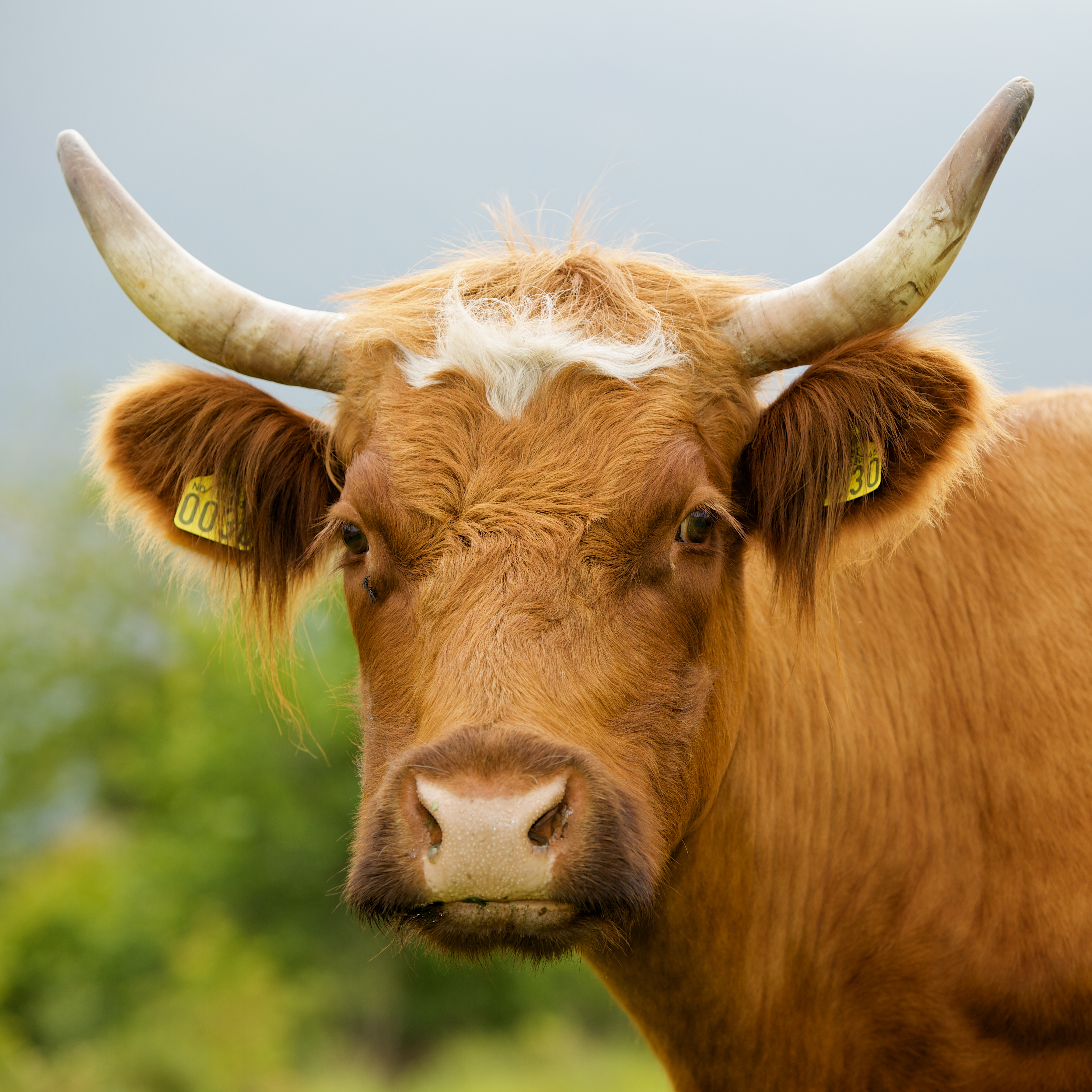

المستودع الطبيعي (بالإنجليزية: natural reservoir)‏ هو المضيف طويل الأمد لعامل مسبب لمرض معدٍ يوفر للعامل الممرض الاستمرارية في البيئة وإمكانية الانتقال (السراية) إلى كائنات أخرى. في أحيان كثيرة لا تؤدي إصابة المستودع بالعامل الممرض إلى تطور مرض عرضي أو مميت. يسمح اكتشاف المستودع الطبيعي لمرضٍ ما بفهم حلقة العدوى لهذا المرض، وبالتالي توفير تدابير الوقاية من المرض ومكافحته.
بعض الأمراض مستودعها الطبيعي ضيق ينحصر في نوع حيواني واحد، مثل الجدري وشلل الأطفال اللذان لا يصيبان إلاّ الإنسان، وبعضها الآخر مشترك بين الإنسان والحيوانات الأخرى، مثل الطاعون. ولا يزال مستودع بعض الأمراض مجهولاً، مثل حمى إيبولا.